# Camino Tassajara
Camino Tassajara – jednostka osadnicza w Stanach Zjednoczonych, w stanie Kalifornia, w hrabstwie Contra Costa.